# Абэ, Нобуюки
Нобоюки Абэ (яп. 阿部信行, 24 ноября 1875 — 7 сентября 1953) — генерал Императорской армии Японии, премьер-министр Японии, последний генерал-губернатор Кореи.

## Юность и военная карьера
Абэ родился в семье бывшего самурая в городе Канадзава. Он учился в высшей школе Хибия, а затем — в высшей школе № 4. В студенческие годы он записался добровольцем в армию и участвовал в японо-китайской войне 1894—1895 годов.
После победы Абэ окончил Военную академию Императорской армии, потом Высшую военную академию. Генерал Араки Садао учился с ним в одном классе. С 1918 по 1921 годы Абэ был командующим Третьего артиллерийского полка. Полк был послан в Россию в ходе Гражданской войны, но не принимал участия в боевых действиях.
В 1932 году Абэ стал генералом армии и главнокомандующим Тайваньской армии. В 1936 году он был переведён в резерв.

## Премьер-министр Японии
После отставки кабинета Хиранумы Киитиро, чиновники выдвинули на освободившийся пост премьера кандидатуры Коноэ Фумимаро и Хироты Коки, а военные — генерала Угаки Кадзусигэ. Гэнро Сайондзи Киммоти не поддержал ни одного из кандидатов. Вскоре Угаки заболел и был госпитализирован. Новым кандидатом от военных стал Абэ, который представлялся компромиссной фигурой, так как он не принадлежал ни к одной группировке внутри армии.
На посту премьер-министра Абэ провозгласил нейтралитет Японии во Второй мировой войне. Он был убеждённым противником союза Японии с нацистской Германией и фашистской Италией.
Поскольку Абэ не пользовался поддержкой японских политических партий, в январе 1940 года он был вынужден уйти в отставку.

## После отставки
В 1942 году Абэ стал членом Палаты лордов в японском парламенте, а в 1944 году сменил Койсо Куниаки на посту генерал-губернатора Кореи. После капитуляции Японии во Второй мировой войне Абэ передал полномочия командующему войсками США в Корее Джону Ходжу.
Позже Абэ был уволен с государственной службы и арестован оккупационной администрацией США. На суде он был полностью оправдан и вскоре выпущен на свободу.